# Paracodia globifrons
Paracodia globifrons är en fjärilsart som beskrevs av Dyar 1920. Paracodia globifrons ingår i släktet Paracodia och familjen nattflyn. Inga underarter finns listade i Catalogue of Life.